# Università di Khartum
L'Università di Khartum (in arabo جامعة الخرطوم‎?), abbreviata in UofK, è un'istituzione pubblica di studi universitari sita a Khartum, capitale del Sudan. 
Maggiore e più antico ateneo del paese, fu fondata nel 1902 con il nome di Gordon Memorial College e si costituì come ateneo nel 1956, all'indipendenza del Sudan. Da allora è riconosciuta come uno degli atenei di eccellenza del paese e dell'intera Africa.
Comprende 23 facoltà e centri di ricerca, nel campo umanistico e nel campo scientifico.
Le radici dell'ateneo risalgono al 1898, quando il generale britannico Herbert Kitchener, di stanza a Khartum, propose la fondazione di un college in memoria del generale Charles George Gordon. Così nel 1902 nacque il Gordon Memorial College.